# 제61보병사단 (독일 국방군)
독일 61 보병사단은 제2차 세계 대전 당시 독일군 보병사단으로, 1939년 8월, 인스터부르크에서 창설되었고, 1944년에 61 국민척탄병사단으로 개편되었다. 그러나 1945년 3월에 부대는 남은 병력과 장비를 보병사단에 인계하고 사실상 해체되었다.

## 부대 역사
사단은 창설 직후에 북부집단군 소속으로 폴란드 침공에 참가했다. 므와바 전투에서 격렬한 전투를 치른 후, 나레브강과 부크강을 도하한 후, 9월 18일 폴란드 수도 바르샤바 공략전에 참가했다.
1940년, 프랑스를 침공했을 때 61 보병사단은 벨기에와 됭케르크에서 싸웠다. 프랑스가 항복한 후에는 브리타니에 점령군으로 주둔하며 군정을 실시했다. 1941년초, 사단은 소련 침공을 위해 동프로이센으로 이동했다. 61 사단은 폴란드전 당시처럼 퀴흘러의 북부집단군의 지휘를 받게 되었다. 북부집단군 18 군에 배속된 것이다. 사단은 탈린과 발틱 섬 작전에 참가했다. 레닌그라드로 진격하여 1944년 1월까지 레닌그라드 포위전에 투입되었다. 1944년 1월 이후, 소련의 공세에 밀려 에스토니아로 후퇴했다. 에스토니아로 후퇴한 후 예비대로 돌려졌던 사단은 그해 7월에는 북부집단군으로부터 "완전히 전투 가능한" 유일한 2개 사단 중 하나로 인정받았다.
1944년 10월, 61 보병사단은 61 국민척탄병사단(Volksgrenadier)로 개편되어 계속 동부전선에서 북부집단군 및 중부집단군 예하에서 싸웠다. 동프로이센으로 철수한 뒤 사단은 진격하는 소련군과 비스툴라 석호 사이에 갇혀 하일리게네바일 가마솥이라 불린 곳에서 전투했다. 가마솥이 붕괴한 1945년 3월, 많은 피해를 입은 사단은 21 보병사단에 아직 남은 병력과 장비를 넘겨주고, 사단 지휘부는 쾨니히스베르크로 철수했으나, 전쟁 말 소련군에 포로가 되었다.

## 역대 지휘관
다음은 61 보병사단의 사단장 목록이다.
| 이름                        | 계급     | 임기 시작   | 임기 종료   |
| --------------------------- | -------- | ----------- | ----------- |
| 지그프리트 헤니케           | 보병대장 | 1939년 8월  | 1942년 3월  |
| 프란츠 쉴디스               | 소장     | 1942년 3월  | 1942년 4월  |
| 베르너 휘흐너               | 중장     | 1942년 4월  | 1943년 2월  |
| 귄터 크라페                 | 중장     | 1943년 2월  | 1943년 4월  |
| 고트프리트 베버             | 중장     | 1943년 4월  | 1943년 5월  |
| 귄터 크라페                 | 중장     | 1943년 5월  | 1943년 12월 |
| 요아힘 알브레히트 폰 블뤼허 | 소장     | 1943년 12월 | 1944년 2월  |
| 귄터 크라페                 | 중장     | 1944년 2월  |             |

- 귄터 그라페 중장은 모두 3번 사단장을 역임했다.

## 부대 편제
| 1940년 | 1942년 | 1944년                                                                                  |
| --- | --- | --------------------------------------------------------------------------------------- |
| - 151 보병연대 - 162 보병연대 - 176 보병연대 - 161 포병연대 - 161 공병대대 - 161 대전차대대 - 161 정보대 - 161 통신대 - 161 보급중대 | - 151 척탄병 연대 - 162 척탄병 연대 - 176 척탄병 연대 - 161 포병연대 - 161 공병대대 - 161 대전차대대 - 161 정보대 - 161 통신대 - 161 보급중대 | - 151 척탄병 연대 - 162 척탄병 연대 - 176 척탄병 연대 - 161 포병연대 - 61 후질리어 대대 |

- 1944년, 사단은 국민척탄병사단(Volksgrenadier)로 개편되었다.

## 같이 보기
- 제2차 세계 대전 중 독일군 사단 목록